# Nesiodrosophila cirricauda
Nesiodrosophila cirricauda – gatunek muchówki z rodziny wywilżnowatych.
Gatunek ten opisany został w 1988 roku przez Toyohiego Okadę, który jako miejsce typowe wskazał lokalizację na Sri Lance.
Muchówka ta przypomina pod względem ogólnej morfologii jak i budowy męskich narządów rozrodczych N. neocirricauda, natomiast ubarwienie ma jaśniejsze niż u wspomnianego gatunku. Ponadto od innych przedstawicieli tego rodzaju znanych z subkontynentu indyjskiego N. cirricauda wyróżnia się aristą czułka z 1 odgałęzieniem brzusznym i 5 grzbietowymi oraz tępym wyrostkiem brzusznym przysadki odwłokowej przy jednoczesnym braku podłużnych pasów na pleurytach tułowia
Owad orientalny, znany z Sri Lanki i Phuntsholing w Bhutanie.